# 소매치기 (영화)
《소매치기》(Pickpocket)는 1959년 개봉한 프랑스의 드라마 영화이다. 로베르 브레송이 감독을 맡았다. 당시 비전문 배우였던 마르탱 라살을 캐스팅 해, 마르탱은 젊은 우루과이인 청년을 연기했다. 제10회 베를린 영화제 황금곰상 경쟁후보작이다.

## 출연

### 주연
- 마틴 라살레
- 마리카 그린
- 장 펠레그리

### 조연
- 피에르 에텍스

## 기타
- 미술: 피에르 샤보니에